# TSV Eningen
Der Turn- und Sportverein 1848 Eningen unter Achalm ist ein Sportverein aus dem baden-württembergischen Eningen unter Achalm. Die Fußballmannschaft des Klubs spielte 1949/50 eine Spielzeit in der damals zerfaserten Ligapyramide zweitklassigen Amateurliga und in den 1970er Jahren zwei Spielzeiten in der höchsten Amateurspielklasse.

## Geschichte
Der Verein geht auf die 1848 gegründete Turngemeinde Eningen zurück, die vermutlich aus einem Zusammenschluss der Turngesellschaft Eningen und dem Turnverein Eningen hervorgegangen ist, jedoch bereits im folgenden Jahr nach Verbot aufgelöst wurde. Am 4. Mai 1863 gründete sich die Turngemeinde 1863 Eningen, der sich 1891 der TV Concordia Eningen anschloss. Im Januar 1921 entstand eine Fußballabteilung, die sich im Zuge der Reinlichen Scheidung als Sportfreunde Eningen abspaltete. 1933 nahm der Verein etliche Mitglieder des 1889 als Turnerbund Eningen gegründeten Arbeitersportvereins Rotsport Eningen auf. Im September 1938 fusionierten die Sportfreunde wieder mit ihrem Stammverein, der daraufhin den Namen TSV 1863 Eningen annahm. Mit Ende des Zweiten Weltkriegs wurde der Verein aufgelöst, konstituierte sich aber am 25. Januar 1947 als Sportverein Eningen erneut.
1949 stieg der Verein in die Landesliga Südwürttemberg auf, seinerzeit unter der Oberliga Südwest die zweithöchste Spielklasse. Allerdings wurde die Spielklasse am Saisonende aufgelöst, da sich die württembergischen Vereine aus der französischen Besatzungszone den Spielklassen des Württembergischen Fußballverbands anschlossen. Da nur die vier südwürttembergischen Absteiger aus der Oberliga Südwest und drei Mannschaften aus den beiden Gruppen der Landesliga Südwürttemberg in die 1. Amateurliga Württemberg aufgenommen wurden, wurde der Klub trotz eines fünften Tabellenplatzes in der Gruppe Nord somit in die 2. Amateurliga zurückgestuft. Zwischenzeitlich war der Klub im Januar 1950 wieder den Vorkriegsnamen zurückgekehrt, 1958 änderte er die Jahreszahl im Namen von 1863 auf 1848.
Nach mehreren Jahren im mittleren Amateurbereich stieg der Klub 1975 in die 1. Amateurliga Schwarzwald-Bodensee auf. Nach einem zehnten Tabellenplatz im ersten Jahr der Zugehörigkeit stieg die Mannschaft 1977 als Tabellenletzte aus der seinerzeit dritthöchsten Spielklasse wieder ab. Auch die Qualifikation zur nach der Einführung der Oberliga Baden-Württemberg 1978 eingeführten viertklassigen Verbandsliga verpasste der Verein im Folgejahr.
In der Saison 2024/25 spielt der Verein in der achtklassigen Bezirksliga Alb.